# Francisco de Bazán
Francisco de Bazán fue un funcionario real al servicio de Felipe IV de España, nombrado gobernador de Yucatán el 26 de mayo de 1655. Desempeñaba el cargo de Consejero del Real Tribunal de Cuentas en Madrid cuando recibió su nombramiento y llegó a la Capitanía General de Yucatán el 2 de septiembre del mismo año.

## Hechos históricos acaecidos durante su gobierno
- Durante su encargo en Yucatán tuvo como Teniente General a Francisco Antonio de Ancona.
- A finales de 1655 llegó a Mérida, capital de la provincia, el licenciado Francisco Calderón y Romero con el encargo de hacer una visita a las cajas reales y solicitar un donativo para la Corona. La región había estado sujeta hacia muy poco tiempo a una epidemia de peste y a una hambruna resultado de la falta de víveres. A pesar de ello donó la suma de 652 pesos.
- En 1656 surgió un grave enfrentamiento entre el Ayuntamiento y el provincial de la orden de los franciscanos debido a parcialidades entre los religiosos en las que el gobernante hubo de mediar.
- En 1658 una balandra campechana que venía de Cuba apresó a un navío inglés que navegaba en aguas de Yucatán bajo el pretexto de que se dirigía hacia la Jamaica inglesa. Casi al mismo tiempo el galeón español llamado Santiago zozobró frente a las costas de Yucatán. Los bastimentos tomados a los ingleses sirvieron para socorrer a los náufragos a quienes la población dio alojamiento.
- Se incrementaron las medidas del gobierno para evitar el contrabando de mercancías que realizaban principalmente embarcaciones holandesas.
- En 1659 llegó a Yucatán fray Luis de Cifuentes y Sotomayor, que había sido preconizado obispo de la provincia.
- Francisco Bazán terminó su encomienda en Yucatán el 14 de agosto de 1660.[1]